# 1584
Cette page concerne l'année 1584  du calendrier grégorien.
L'année 1584 est une année bissextile qui commence un dimanche.

## Événements
- 17 mai, Japon : bataille de Nagakute entre Ieyasu Tokugawa et Hideyoshi Toyotomi[1].
- Mai : le royaume d'Ayutthaya redevient indépendant des Birmans sous Naresuan[2].

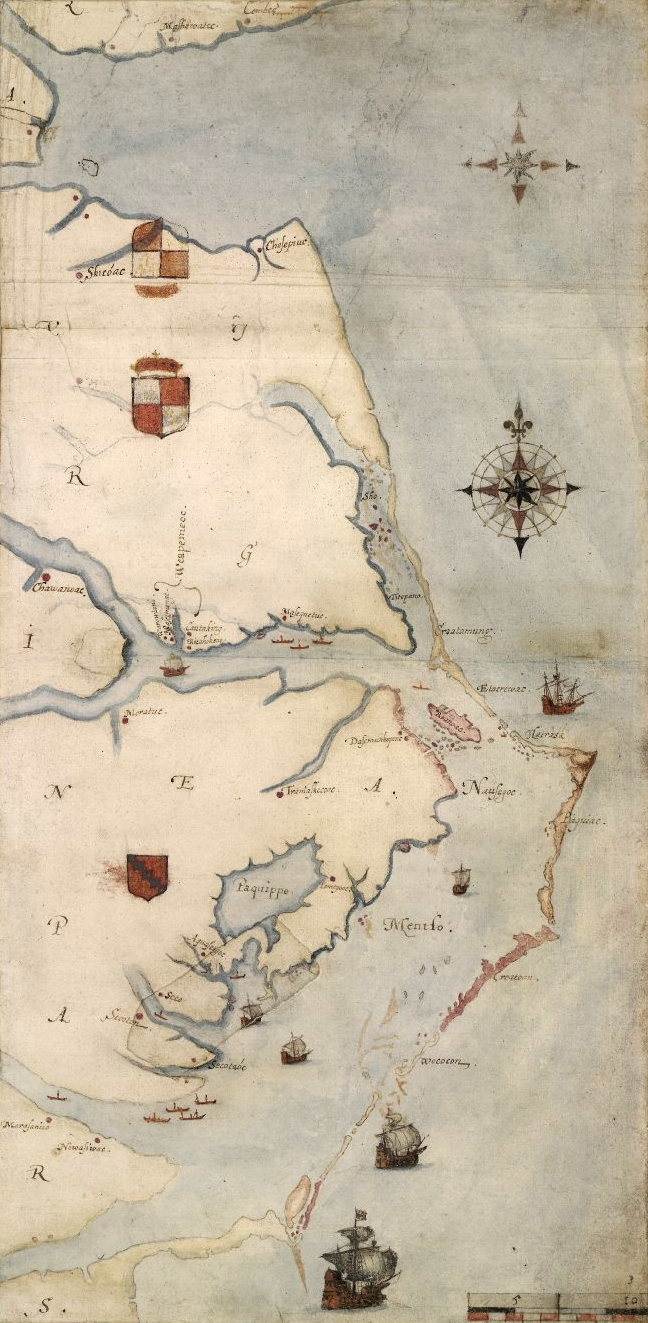
Carte de la colonie de Roanoke, par John White

- 4 juillet :  l'île de Roanoke est la première colonie anglaise en Caroline du Nord[3]. Sir Walter Raleigh, favori de la reine, tente sans succès d’établir une colonie en Virginie (1585-1587). L'expédition en rapporte la pomme de terre[4] et le tabac.
- 4 août : arrivée des Espagnols à Hirado (Japon) ; le daimyo local les autorise à installer une factorerie[5].
- 26 octobre : bataille de Slunj.

- Projet de création d’une colonie permanente du marquis de la Roche au Canada. Son plus grand navire fait naufrage sur les côtes de France au large de Brouage[6].

### Europe
- 18 mars : mort d’Ivan IV de Russie[7]. Son successeur, le tsar Fédor Ier (1557-1598), malade et simple d’esprit, est entouré d’un conseil de tutelle (Nikita Romanov, Boris Godounov, les princes Mstislavski, Ivan Chouïski, Bogdan Belski, Zourev).
- 2 avril, Russie : Bogdan Belski (en) tente un coup de force contre les autres membres du conseil[8]. Les Belski doivent s’exiler. Nikita Romanov, oncle du tsar, gouverne alors[9]. La veuve d’Ivan IV, Marie Nagaïa et son fils, Dimitri, sont écartés à Ouglitch.
- 12 avril : prise de Ypres par Alexandre Farnèse[10].
- 19-22 mai : Black Acts. Les évêques sont rétablis et nommés par le roi en Écosse[11].
- 25 mai : prise de Bruges par Alexandre Farnèse[10].
- 31 mai : le Zemski sobor est réuni et Fédor Ier est couronné tsar de Moscou[12].
  - Le Zemski sobor vote une loi interdisant l’extension de la grande propriété nobiliaire ou ecclésiastique et abolissant les privilèges fonciers et fiscaux des propriétaires (tarkhany)[9].
- 10 juin : mort de François d’Anjou[10] ; La succession passe en France à Henri de Navarre, protestant, ce qui provoque la huitième guerre de religion.
- 10 juillet : Balthazar Gérard assassine Guillaume Ier d'Orange-Nassau au Prinsenhof de Delft pour le compte du roi d'Espagne ; il est écartelé[13].
- Juillet : usurpation du roi de Penamacor. Quatre faux rois Sébastien font leur apparition au Portugal entre 1584 et 1598[14].

- 4-5 août[15] : victoire  en Sibérie de qân Koutchoum sur le Cosaque Yermak Timofeyevitch qui est tué.
- 17 août : prise de Termonde par Alexandre Farnèse[16].
- 17 septembre : prise de Gand par Alexandre Farnèse[17].

- 28 octobre : inauguration de l'Université pontificale grégorienne par le pape Grégoire XIII[18] ; le collège romain fondé en 1551 par Ignace de Loyola devient une université où enseignent Tolet et Francisco Suárez (théologie), Robert Bellarmin (controverse) et Pierre Canisius (catéchèse).
- 10 novembre : Guillaume-Louis de Nassau-Dillenbourg devient gouverneur de Frise[19].
- 25 novembre : consécration de l’église du Gesù à Rome[20], construite par Vignole (1568-1584), modèle de l’église post-tridentine, conçue pour délivrer des sermons à une audience importante.

- Fondation du port d'Arkhangelsk en mer Blanche, sous le nom de Novokholmogory[21].
- Fondation d'Emmanuel College à Cambridge par Sir Walter Mildmay, chancelier de l’Échiquier d'Élizabeth Ire.

## Naissances en 1584
- 19 février : Angelo Nardi, peintre italien († 1664).
- 12 mars : Miyamoto Musashi, escrimeur et samouraï japonais[22] († 19 juin 1645).
- 6 mai : Diego de Saavedra Fajardo, écrivain, homme d'État et diplomate espagnol du Siècle d'or († 24 août 1648).
- 17 mai : Jean-Jacques Hesse, prélat suisse allemand († 1639).
- 24 août : Giovanni Andrea Ansaldo, peintre italien († 18 août 1638).
- 16 septembre : Francisco Correa de Arauxo, organiste et compositeur espagnol († 1654).

- Date précise inconnue :
  - David Bailly, peintre néerlandais († 1657).
  - Giovanni Bernardo Carlone, peintre baroque italien de l’école génoise († 1631).
  - Guilliam van Nieuwelandt,  peintre, graveur, poète et dramaturge flamand († 1635).

- Vers 1584 :
  - Willem van der Vliet, peintre néerlandais († 6 décembre 1642).
  - Jacob Vosmaer,  peintre néerlandais († 30 juin 1641).

## Décès en 1584
- 4 janvier : Tobias Stimmer, dessinateur et peintre d'origine suisse (° 7 avril 1539).
- 13 janvier : Thomas Wentworth, 2e baron Wentworth de Nettlestead, dernier gouverneur anglais de Calais (° 1525).
- 29 janvier : Wolf von Schönberg, seigneur de Sachsenburg, de Knauthain, de Zöplitz et de Frankenberg (° 1518).
- 30 janvier : Pieter Pourbus, peintre, sculpteur, dessinateur et cartographe flamand (° 1523).

- 18 février : Anton Francesco Grazzini, écrivain, poète et auteur dramatique italien (° 22 mars 1504).
- 19 février : Anne de Médicis, membre de la Maison de Médicis (° 31 décembre 1569).
- 27 février : Yi I, lettré confucéens coréen (° 26 décembre 1536).

- 10 mars : Thomas Norton, auteur dramatique anglais (° 1532).
- 18 mars : Ivan IV de Russie dit Ivan le Terrible, tsar (° 25 août 1530).

- 10 avril : Nicolas Bousmard, prélat français, évêque de Verdun (° 1512).
- 27 avril : Nicolas Radziwiłł Le Rouge, chancelier du grand duché de Lituanie, gouverneur du voïvode de Vilnius et grand hetman de Lituanie (° 1512).

- 4 mai : Ryūzōji Takanobu, daimyo de l'époque Sengoku (° 24 mars 1530).
- 10 mai : Luigi Cornaro, cardinal italien (° 2 février 1517).
- 18 mai :
  - Ikeda Motosuke, commandant samouraï de l'époque Sengoku (° 1559).
  - Ikeda Tsuneoki, daimyo de la période Sengoku de l'histoire du Japon (° 1536).
  - Mori Nagayoshi, samouraï du clan Oda durant l'époque Sengoku (° 1558).
- 26 mai : Gamō Katahide, daimyo de la période Sengoku à la période Azuchi Momoyama (° 1534).
- 27 mai : Guy Du Faur de Pibrac, poète, magistrat et diplomate français (° 1529)[23].
- 29 mai : Paul de Foix, archevêque de Toulouse, diplomate et conseiller de la reine Catherine de Médicis (° 1528)[24].
- 31 mai : Mateu López junior, peintre espagnol (° 18 septembre 1549).

- 10 juin : François-Hercule d’Anjou, duc d'Alençon, frère d'Henri III de France et héritier du trône (° 18 mars 1555).
- 14 juin :  Claude de La Baume, cardinal franc-comtois (° 1534).
- Après le 14 juin : Pietro Vinci, compositeur et madrigaliste italien (° vers 1525 ou vers 1535).
- 25 juin : Ulrich Fugger, religieux allemand (° 1526)[25].

- 10 juillet : Guillaume Ier d'Orange-Nassau, assassiné (° 24 avril 1533).
- 14 juillet : Balthazar Gérard, connu pour avoir assassiné Guillaume Ier d'Orange-Nassau (° 1557).
- 20 juillet :
  - Élisabeth II de Regenstein, Princesse-Abbesse de Quedlinbourg (° 1542).
  - Francis Throckmorton, comploteur catholique anglais (° 1554).

- 1er août : Marcantonio Colonna, général et amiral italien, condottiere de la fin du XVIe siècle, amiral du pape Paul V (° 1535).
- 6 août : Guy Ier Chabot, gentilhomme français, deuxième baron de Jarnac, seigneur de Montlieu, Saint-Gelais, Saint-Aulaye, et autres lieux (° 1514).
- 12 août : Sigonius, écrivain, philologue et humaniste italien (° 1520).
- 22 août : Jan Kochanowski, écrivain et poète polonais (° 6 juin 1530).
- 24 août : François Dubois, peintre français (° vers 1529)[26].
- 29 août :
  - Lucas D'Heere, peintre, poète et écrivain flamand (° 1534).
  - Pedro Ponce de León, moine bénédictin espagnol (° 1520).

- 15  septembre : Tsutsui Junkei, daimyo de la province de Yamato (° 31 mars 1549).

- 4 novembre : Charles Borromée, évêque de Milan, cardinal italien (° 2 octobre 1538).
- 8 novembre : Ashina Moritaka, samouraï et daimyo du début de l'époque Sengoku (° 1561).
- 17 novembre : Éric II de Brunswick-Calenberg-Göttingen, duc de Brunswick-Lunebourg (° 10 août 1528).
- 19 novembre : Jean Leunis, prêtre jésuite liégeois (° 1532).

- 25  décembre : Giovanni Francesco Commendone, cardinal italien (° 17 mars 1524).

- Date précise inconnue :
  - Salomon Alkabetz, kabbaliste et poète (° 1505).
  - Pieter Balten, peintre, buriniste et aquafortiste flamand (° vers 1527).
  - Péter Bornemisza, pasteur et écrivain hongrois (° 22 février 1535).
  - Alonso de Veracruz, figure importante de la philosophie au Mexique (° 1507).
  - Gaspard Gil Polo, romancier et poète espagnol (° 1530).

- Vers 1584 :
- Jean de Boyssières, poète français (° février 1555).

- 1584, 1585 ou 1586 :
- Ulpian Fulwell, poète, satiriste et dramaturge anglais (° 1546).